# Lau Jensen
Lau Jensen (24. april 1932 - 6. marts 2007 i Als) var en dansk politiker, der i perioden 1986-1994 var borgmester i Hadsund Kommune, valgt for Socialdemokratiet.  Han efterfulgte Tage Jespersen fra Venstre. Lau var udannet folkeskolelære og opvokset ved Asaa i Vendsyssel. I 1960'erne blev han valgt ind Als Sogneråd. I forbindelse med Kommunalreformen (1970) rykkede han med til Hadsund og blev medlem af Hadsund Byråd. Lau ligger begravet på Als Kirkegård ved Hadsund.